# John Ball (scrittore)
John Dudley Ball (Schenectady, 8 luglio 1911 – Encino, 15 ottobre 1988) è stato uno scrittore e giornalista statunitense autore del personaggio dell'ispettore Tibbs che ha dato vita alla serie di film con Sidney Poitier.

## Biografia
Cresciuto nel Wisconsin, si affermò nel giornalismo prima di dedicarsi al romanzo poliziesco. Si trasferì in California dove si appassionò di arti marziali seguendo anche il movimento nudista.

## Opere (parziali)

### Serie con Virgil Tibbs
- La calda notte dell'ispettore Tibbs (In the Heat of the Night, 1965; Il Giallo Mondadori n. 907, 1966; I Classici del Giallo Mondadori, 1980, traduzione di Antonio Ghirardelli, postfazione di John Ball; Sellerio, 2006)
- L'ispettore Tibbs e il morto senza nome (The Cool Cottontail, 1966, Il Giallo Mondadori n. 997, 1968; I Classici del Giallo Mondadori n. 831, 1998)
- Prendi la berta, Johnny (Johnny Get Your Gun, 1969; ripubblicato anche come Death for a Playmate, 1972; Il Giallo Mondadori n. 1180, 1971)
- Virgil Tibbs Cinque giade preziose (Five Pieces of Jade, 1972;  Il Giallo Mondadori n. 1262, 1973; I Classici del Giallo Mondadori n. 1266, 2011)
- Virgil Tibbs e gli occhi di Buddha (Eyes of the Buddha, 1976; Il Giallo Mondadori n. 1501, 1977, I Classici del Giallo Mondadori n. 1307, 2012)
- Una moglie per Virgil Tibbs (Then Came Violence, 1980; Il Giallo Mondadori n. 1815, 1983)
- Virgil Tibbs a Singapore (Singapore, 1986; Il Giallo Mondadori n. 1986, 1987)

### Serie con Jack Tallon
- Un poliziotto tranquillo (Police Chief, 1977; Il Giallo Mondadori n. 1627, 1980)
- Guai in vista, Capitano Tallon (Trouble for Tallon, 1981; Il Giallo Mondadori n. 1727, 1982)

### Altre opere
- (con Bevan Smith) Un killer in borsa (A killing in the market, 1978; Il Giallo Mondadori n.1661, 1980)